# Ceefax

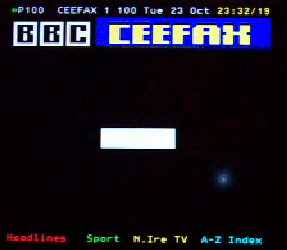
La dernière seconde de Ceefax

Ceefax est un standard de télétexte créé par la BBC. Conforme aux spécifications publiées sous le nom générique "UK Teletext" et également utilisé par l'IBA sous le nom de "ORACLE". L'acronyme est la retranscription phonétique de la locution anglaise see facts, en français : voir les faits.

## Historique
Le système a été présenté en octobre 1972. À la suite de transmissions d'essai en 1973-1974, Ceefax a été lancé auprès du public le 23 septembre 1974. Il comporte alors trente pages d'information. Ce système a été développé par des ingénieurs de la BBC qui travaillent à une méthode de sous-titrage pour les sourds. Ce fut le premier système de télétexte au monde. D'autres diffuseurs reprirent rapidement l'idée.
La technique utilisée par Ceefax est devenue le standard européen de télétexte et a remplacé d'autres standards, par exemple le système Antiope en France. De ce fait, selon le contexte, Ceefax peut aussi bien désigner le service d'information de la BBC que le standard correspondant, en lieu et place du nom officiel de UK Teletext.
À partir de 1983, la BBC a diffusé des logiciels pour le BBC Micro, un ordinateur personnel qu'elle a lancé. Cette initiative s'est arrêtée en 1989. Une idée similaire a été mise en œuvre en France : le canal satellite C Plus Direct diffuse des logiciels pour PC. Cependant, la technique utilisée est différente et plus rapide.
Mis à part de petites modifications telles que l'introduction de la couleur (1976) et le quatre boutons colorés pour l'accès rapide aux pages (début des années 1990), la technique n'a pas changé depuis son introduction et semble maintenant dater d'un autre âge. Étant donné que la diffusion numérique de la BBC utilise le nouveau système BBCi, Ceefax a été arrêté le soir du 23 octobre 2012 avec la fin de la diffusion en analogique au Royaume-Uni.
La BBC promeut la réutilisation des numéros de pages Ceefax sur Freeview et BBCi.